# Give Kommune
| Strukturdaten     | Strukturdaten |
| ----------------- | ------------- |
| Fläche            | 403,10 km²    |
| Einwohner         | 14.090 (2006) |
| Verwaltungssitz   | Give          |
| Kommune seit 2007 | Vejle Kommune |

Give Kommune war bis Dezember 2006 eine dänische Kommune im damaligen Vejle Amt im Osten von Jütland. Seit Januar 2007 ist sie zusammen mit der „alten“ Vejle Kommune, der Børkop Kommune, der Jelling Kommune, der Egtved Kommune (ohne das Kirchspiel Vester Nebel) und dem Kirchspiel Grejs der ehemaligen Tørring-Uldum Kommune Teil der neuen Vejle Kommune, doch ohne Flughafen Billund, die ein Teil von Billund Kommune geworden ist.
Die Give Kommune entstand im Zuge der dänischen Verwaltungsreform von 1970 und umfasste folgende Sogn:
- Gadbjerg Sogn
- Give Sogn
- Givskud Sogn
- Lindeballe Sogn
- Ringive Sogn
- Thyregod Sogn
- Vester Sogn
- Øster Nykirke Sogn
- Give Birk Sogn
- Enkelund Birk Sogn